# Marileidy Paulino
Marileidy Paulino (Nizao, 25 ottobre 1996) è una velocista dominicana, campionessa olimpica dei 400 metri piani a Parigi 2024 e campionessa mondiale a Budapest 2023.

## Biografia
Il suo primo approccio allo sport è avvenuto con la pallamano da ragazzina, per poi passare all'atletica leggera. Ha vestito per la prima volta la maglia della nazionale dominicana nel 2016, partecipando ai campionati ibero-americani di atletica leggera di Rio de Janeiro nella staffetta 4×100 metri.
La prima medaglia internazionale è arrivata nel 2018, quando ha conquistato il bronzo nella staffetta 4×100 metri ai Giochi centramericani e caraibici di Barranquilla. Dopo l'argento nei 200 metri piani ai Giochi mondiali militari di Wuhan 2019, nel 2021 ha vinto la medaglia di bronzo nella staffetta 4×400 metri mista alle World Athletics Relays. Nella stessa disciplina ha conquistato la medaglia d'argento ai Giochi olimpici di Tokyo.
Tra il 2022 ed il 2023 conquista tre medaglie mondiali: un oro nella 4x400 metri mista ed un argento nei 400 metri a Eugene 2022 ed un oro nei 400 metri a Budapest 2023. Nel 2024 vince la medaglia d'oro nei 400 metri piani alle Olimpiadi di Parigi siglando, con il crono di 48"17, il nuovo record olimpico sulla distanza. Paulino è diventata così la prima donna della Repubblica Dominicana a vincere una medaglia d'oro ai Giochi Olimpici.
È detentrice di sei record nazionali della Repubblica Dominicana: 60 metri piani indoor, 200 metri piani indoor e outdoor, 400 metri piani, staffetta 4×400 metri femminile e mista.

## Record nazionali
- 60 metri piani indoor: 7"45 ( New York, 3 febbraio 2018)
- 200 metri piani: 22"36 ( Santo Domingo, 25 giugno 2022)
- 200 metri piani indoor: 23"82 ( New York, 3 febbraio 2018)
- 400 metri piani: 48"99 ( Zurigo, 8 settembre 2022)
- Staffetta 4×400 metri: 3'30"02 ( Ibagué, 25 aprile 2021)
- Staffetta 4×400 metri mista: 3'09"82 ( Eugene, 15 luglio 2022) (Lidio Andrés Feliz, Marileidy Paulino, Alexander Ogando, Fiordaliza Cofil)

## Progressione

### 200 metri piani
| Stagione | Tempo | Luogo         | Data      | Rank. Mond. |
| -------- | ----- | ------------- | --------- | ----------- |
| 2023     | 22"71 | Quito         | 5-3-2023  |             |
| 2022     | 22"36 | Santo Domingo | 25-6-2022 |             |
| 2021     | 22"86 | Santo Domingo | 12-6-2021 | 66ª         |
| 2019     | 23"03 | Doha          | 1-10-2019 | 79ª         |
| 2018     | 22"87 | Barranquilla  | 31-7-2018 | 67ª         |
| 2017     | 23"77 | L'Avana       | 27-5-2017 | 483ª        |
| 2016     | 23"81 | L'Avana       | 28-5-2016 | 520ª        |

### 400 metri piani
| Stagione | Tempo | Luogo         | Data     | Rank. Mond. |
| -------- | ----- | ------------- | -------- | ----------- |
| 2023     | 50"51 | Doha          | 5-5-2023 |             |
| 2022     | 48"99 | Zurigo        | 8-9-2022 | 1ª          |
| 2021     | 49"20 | Tokyo         | 6-8-2021 | 2ª          |
| 2020     | 51"88 | Santo Domingo | 9-2-2020 | 26ª         |
| 2017     | 56"30 | Santo Domingo | 9-2-2020 | 1909ª       |

## Palmarès
| Anno | Manifestazione           | Sede           | Evento        | Risultato  | Prestazione | Note                                  |
| ---- | ------------------------ | -------------- | ------------- | ---------- | ----------- | ------------------------------------- |
| 2016 | Ibero-americani          | Rio de Janeiro | 4×100 m       | 5ª         | 44"56       |                                       |
| 2016 | Campionati NACAC U23     | San Salvador   | 100 m piani   | 5ª         | 11"98       |                                       |
| 2016 | Campionati NACAC U23     | San Salvador   | 200 m piani   | 6ª         | 24"00       |                                       |
| 2017 | Universiadi              | Taipei         | 200 m piani   | Semifinale | 23"95       |                                       |
| 2017 | Universiadi              | Taipei         | 4×100 m       | Batteria   | dq          |                                       |
| 2018 | Giochi CAC               | Barranquilla   | 100 m piani   | 4ª         | 11"33       |                                       |
| 2018 | Giochi CAC               | Barranquilla   | 200 m piani   | 4ª         | 23"04       |                                       |
| 2018 | Giochi CAC               | Barranquilla   | 4×100 m       | Bronzo     | 43"68       |                                       |
| 2019 | Giochi panamericani      | Lima           | 100 m piani   | Batteria   | 11"84       |                                       |
| 2019 | Giochi panamericani      | Lima           | 200 m piani   | 7ª         | 23"29       |                                       |
| 2019 | Mondiali                 | Doha           | 200 m piani   | Semifinale | 23"03       |                                       |
| 2019 | Giochi mondiali militari | Wuhan          | 200 m piani   | Argento    | 23"18       |                                       |
| 2021 | World Relays             | Chorzów        | 4×400 m mista | Bronzo     | 3'17"58     |                                       |
| 2021 | Giochi olimpici          | Tokyo          | 400 m piani   | Argento    | 49"20       | Record nazionale                      |
| 2021 | Giochi olimpici          | Tokyo          | 4×400 m mista | Argento    | 3'10"21     | Record nazionale                      |
| 2022 | Mondiali                 | Eugene         | 400 m piani   | Argento    | 49"60       |                                       |
| 2022 | Mondiali                 | Eugene         | 4×400 m mista | Oro        | 3'09"82     | Record nazionale                      |
| 2023 | Giochi CAC               | San Salvador   | 400 m piani   | Oro        | 49"95       | Record dei Giochi                     |
| 2023 | Giochi CAC               | San Salvador   | 4x100 m       | Bronzo     | 43"45       |                                       |
| 2023 | Giochi CAC               | San Salvador   | 4x400 m       | Argento    | 3'27"84     | Record nazionale                      |
| 2023 | Mondiali                 | Budapest       | 400 m piani   | Oro        | 48"76       | Record nazionale                      |
| 2023 | Giochi panamericani      | Santiago       | 200 m piani   | Oro        | 22"74       |                                       |
| 2023 | Giochi panamericani      | Santiago       | 4x100 m       | Bronzo     | 44"32       |                                       |
| 2023 | Giochi panamericani      | Santiago       | 4x400 m       | Argento    | 3'34"27     |                                       |
| 2023 | Giochi panamericani      | Santiago       | 4x400 m mista | Oro        | 3'16"05     |                                       |
| 2024 | World Relays             | Nassau         | 4x400 m mista | 5º         | 3'16"68     |                                       |
| 2024 | Giochi olimpici          | Parigi         | 400 m piani   | Oro        | 48"17       | Record olimpico · Record panamericano |

## Campionati nazionali
- 1 volta campionessa dominicana assoluta dei 100 metri piani (2019)

2019
- Oro ai campionati dominicani assoluti, 100 m piani - 11"55

## Altre competizioni internazionali
2022
- Vincitrice della Diamond League nella specialità dei 400 m piani

2023
- Vincitrice della Diamond League nella specialità dei 400 m piani

2024
- Vincitrice della Diamond League nella specialità dei 400 m piani